# Peralejos de Abajo
Peralejos de Abajo ist ein Ort und eine westspanische Gemeinde (municipio) in der Provinz Salamanca in der Autonomen Gemeinschaft Kastilien-León. 2024 hatte die Gemeinde 171 Einwohner.

## Lage
Peralejos de Abajo liegt etwa 60 Kilometer westnordwestlich von Salamanca in einer Höhe von ca. 775 m.
Das Klima ist gemäßigt. Es fällt Regen in einer mittleren Menge.

## Bevölkerungsentwicklung
| Jahr      | 1900 | 1950 | 1960 | 1970 | 1981 | 1991 | 2001 | 2011 | 2021 |
| Einwohner | 802  | 630  | 624  | 416  | 293  | 237  | 189  | 170  | 170  |

## Sehenswürdigkeiten
- Bartholomäuskirche (Iglesia de San Bartolomé)

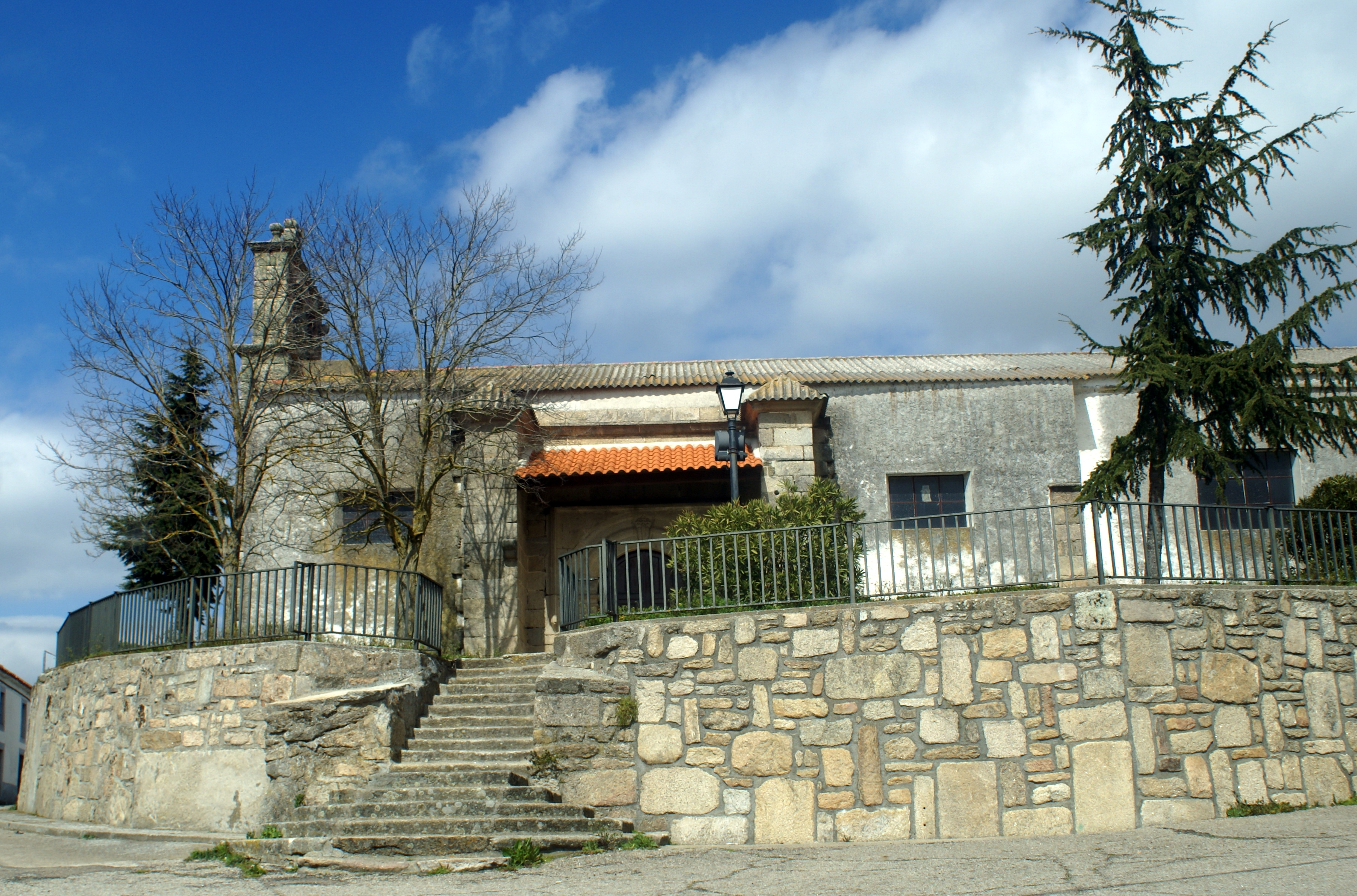
Bartholomäuskirche
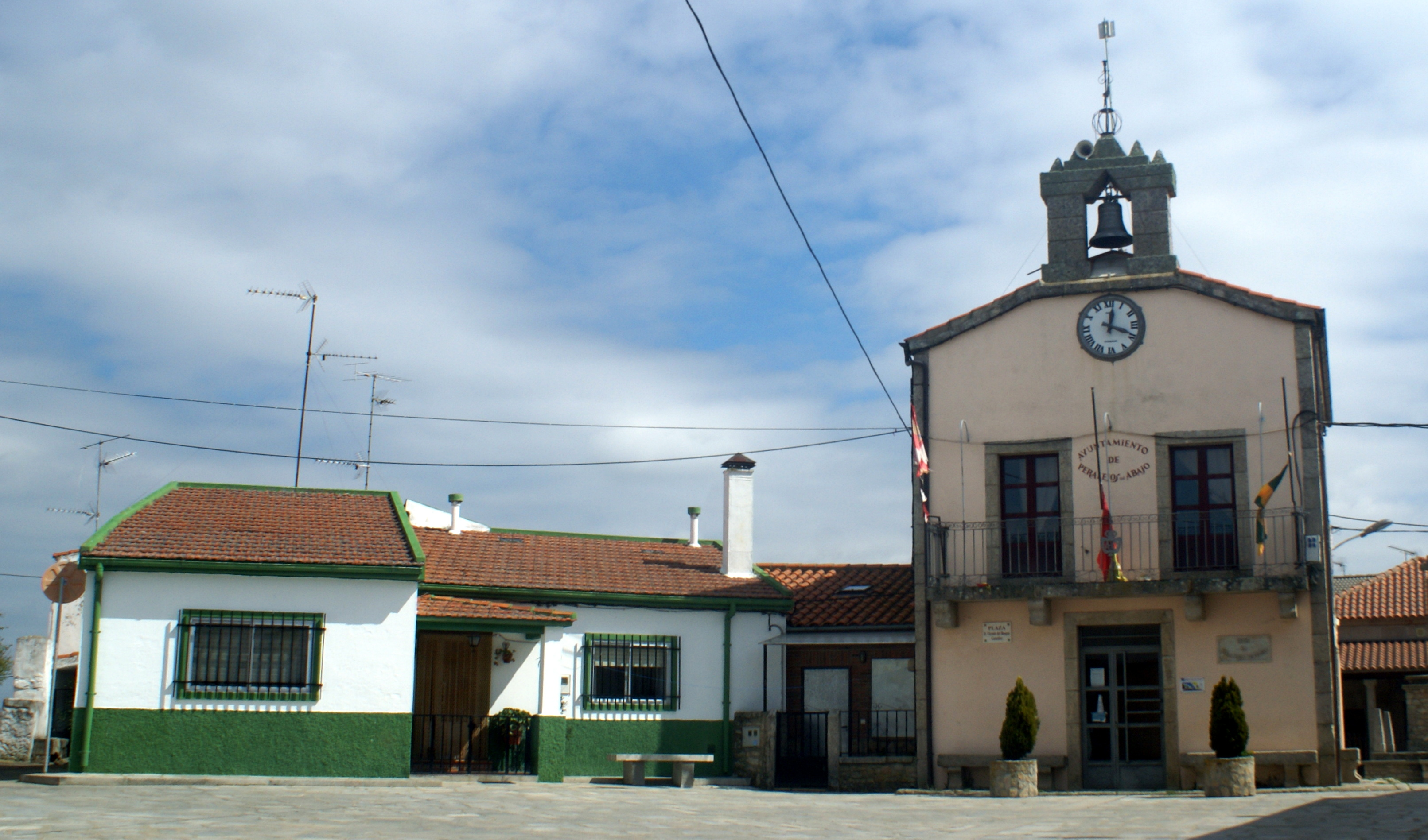
Rathaus